# Bernadette Mérenne-Schoumaker
Pour les articles homonymes, voir Mérenne.
Bernadette Mérenne-Schoumaker, née à Namur le 30 novembre 1943, est une géographe belge, professeure ordinaire honoraire et professeure invitée au Département de géographie de l'Université de Liège, spécialiste de géographie économique et de didactique de la géographie.
Le prix Bologne-Lemaire de la Wallonne de l’année 2007 lui est remis le 28 avril 2008.

## Carrière scientifique
Détentrice du doctorat en 1974 après la défense d'une thèse à l'Université de Liège consacrée aux nouvelles localisations industrielles dans les provinces de Liège et de Limbourg (Belgique), Bernadette Mérenne-Schoumaker consacrera une grande partie de sa carrière universitaire à l'étude de l'évolution de l'implantation des activités économiques (commerces, services, industries). Progressivement, ses domaines d'activité s'élargiront à l'immobilier d'entreprise, à l'aménagement du territoire, au développement territorial et à la géographie de l'énergie et des matières premières.
De 1967 à 1975 elle est assistante en géographie humaine puis en géographie économique à l'Université de Liège, avant de devenir premier assistante en géographie économique et en didactique (1976), puis chef de travaux (de 1977 à 1988).
En 1985, elle fonde le Service d'étude en géographie économique fondamentale et appliquée (SEGEFA) au sein de l'Université de Liège. Ce laboratoire spécialisé dans la localisation des activités économiques et en aménagement du territoire associe recherche et prestations d'étude pour tiers. Entre 1985 et 2009, période pendant laquelle Bernadette Mérenne-Schoumaker en est directrice, le laboratoire réalise plus de 300 études dont les commanditaires se répartissent équitablement entre secteur privé et secteur public.
En 1984, elle fonde le laboratoire de méthodologie de la géographie (LMG) dont elle restera directrice jusqu'en 2007. Ce laboratoire sera consacré à la didactique de la géographie.
En 1989 Bernadette Mérenne-Schoumaker devient chargée de cours et est titulaire des cours de géographie économique et de didactique de la géographie. Promue professeur en 1994, elle sera présidente du Laboratoire d'Études en Planification Urbaine et Rurale (LEPUR) de 1998 à 2008. Ce laboratoire créé sous l'impulsion du Gouvernement wallon avait pour ambition de renforcer la recherche appliquée en aménagement du territoire. Par cet intermédiaire, Bernadette Mérenne-Schoumaker contribua significativement aux travaux de la Conférence Permanente du Développement Territorial de la Région wallonne.
En 2009, Bernadette Mérenne-Schoumaker est admise à l'honorariat. Elle poursuit ses activités en tant que professeur invité de l'Université de Liège dans les domaines de la géographie économique et de la didactique.
Distinctions 
- Étoile d'Or - Golden Star Urbanicum 2000
- Prix Bologne-Lemaire de la Wallonne de l’année 2007
- Citoyenne d'honneur de Liège 2010[4]

## Ouvrages
La liste complète des publications de Bernadette Mérenne-Schoumaker est en ligne sur le site du dépôt institutionnel de l'Université de Liège (Open Repository and Bibliography - Orbi) .

### Géographie économique et développement des territoires
- La localisation des industries : enjeux et dynamiques, Presses universitaires de Rennes, Rennes, 2011 (3e édition corrigée et mise à jour), 263 p.  (ISBN 978-2-7535-1459-1)
- Géographie de l'énergie : acteurs, lieux et enjeux, Belin, Paris, 2011 (rééd.), 279 p.  (ISBN 978-2-7011-5897-6)
- Le développement territorial en Europe. Concepts, enjeux et débats, Presses universitaires de Rennes, Rennes, 2011, 281 p.  (ISBN 978-2-7535-1423-2)
- Atlas mondial des matières premières : des ressources stratégiques, Autrement, Paris, 2013, 96 p.  (ISBN 978-2-7467-3447-0)

### Géographie du commerce de détail
- Géographie des services et des commerces, Presses universitaires de Rennes, Rennes, 2008 (2e édition revue et mise à jour), 255 p.  (ISBN 978-2-7535-0661-9)
- Localisation du magasin : guide pratique, Comité royal belge de la distribution et IFAPME, Bruxelles, 2012 (6e éd. revue et mise à jour), 190 p.

### Didactique de la géographie
- Didactique de la géographie : organiser les apprentissages, De Boeck, Bruxelles, 2012 (2e éd.), 301 p.  (ISBN 978-2-8041-7051-6)

## Distinctions et récompenses
- Grand Officier de l'Ordre de la Couronne, prise de rang le 15 novembre 2008[5]
- Grand Officier de l'Ordre de Léopold II, prise de rang le 15 novembre 2003[6]
- Prix Bologne-Lemaire de la Wallonne de l'année 2007[2]
- Citoyenne d'honneur de la Ville de Liège 2010[7]
- Étoile d'Or - Golden Star Urbanicum 2000 pour les travaux du SEGEFA[1]